# Otto Luick
Otto Luick (* 5. Oktober 1905 in Esslingen am Neckar-Sulzgries; † 17. April 1984) war ein deutscher Maler und Mitglied der Stuttgarter Sezession.

## Leben
Luicks Vater, ein Handwerker, sah es nicht gerne, dass sein Sohn nach der Lehre im Malerhandwerk zunächst die Kunstgewerbeschule besuchte, um dann 1926 ein Studium an der Staatlichen Akademie der Bildenden Künste in Stuttgart zu beginnen.
Dort studierte er bei den Professoren Arnold Waldschmidt (Zeichnen), Anton Kolig (Malerei) und Heinrich Altherr (Komposition), wurde Meisterschüler, später Assistent bei Heinrich Altherr und Anton Kolig. Die Stuttgarter Akademie nahm damals eine Schlüsselstellung ein, was die Bedingungen betraf, unter denen die bildende Kunst in der Stuttgarter Region weiterentwickelt und gepflegt wurde.
Künstler wie Adolf Hölzel, Heinrich Altherr und Willi Baumeister lehrten dort. Sie hielten ihre Schüler zu unterschiedlichen Lebens- und Werkentwürfen an. Diese wiederum bildeten Künstlergruppen, wie 1923 die Stuttgarter Sezession, in der Otto Luick Mitglied war und die auf zahlreichen Ausstellungen mehr oder minder programmatisch an die Öffentlichkeit traten. Dementsprechend trugen sie zur geistigen Auseinandersetzung in Württemberg bei, aber auch darüber hinaus.
Neben den Professoren und Künstlerkollegen der Stuttgarter Sezession prägte das bäuerliche und handwerkliche Umfeld im damaligen Sulzgries Otto Luicks Schaffen, ebenso wie spätere Studienreisen nach Italien, Griechenland und Südfrankreich.
Seine farbstarken Landschaften drücken das Typische schwäbischer und mediterraner Gegenden aus. Abstraktion und Gegenständlichkeit zugleich kennzeichnen seine Kompositionen und Stillleben. Abgesehen von seinen Landschaftsbildern haben die Porträts bei Otto Luicks Werken einen wichtigen Stellenwert. Luick begann als Portraitist im klassischen Sinne in der Tradition des 19. Jahrhunderts. Doch schon bald löste er sich von tradierten Vorgaben und begann die steife und inszenierte Pose gegen eine natürliche Haltung des Modells auszutauschen.
Er war verheiratet mit der Malerin und Lyrikerin Gertrud Luick-Conrad (1912–1985).